# Selenidioides grassei
Selenidioides grassei is een soort in de taxonomische indeling van de Myzozoa, een stam van microscopische parasitaire dieren. Het organisme komt uit het geslacht Selenidioides en behoort tot de familie Selenidioididae. Selenidioides grassei werd in 1968 ontdekt door Theorides & Desportes.